# Bargas
Bargas település Spanyolországban, Toledo tartományban. Bargas Toledo, Rielves, Villamiel de Toledo, Camarenilla, Recas, Yunclillos és Olías del Rey községekkel határos. Lakosainak száma 11 099 fő (2024).

## Népesség
A település lakosságának változását az alábbi diagram mutatja:
| Lakosok száma | 6980 | 7544 | 8202 | 8987 | 9874 | 10 002 | 10 030 | 10 332 | 10 807 | 11 099 |
|               | 2001 | 2004 | 2007 | 2009 | 2012 | 2014   | 2017   | 2019   | 2022   | 2024   |